# درایمن
درایمن (به انگلیسی: Drymen) یک روستا در بریتانیا است که در استیرلینگ واقع شده‌است. درایمن ۸۲۰ نفر جمعیت دارد.